# Jannis Psychopedis

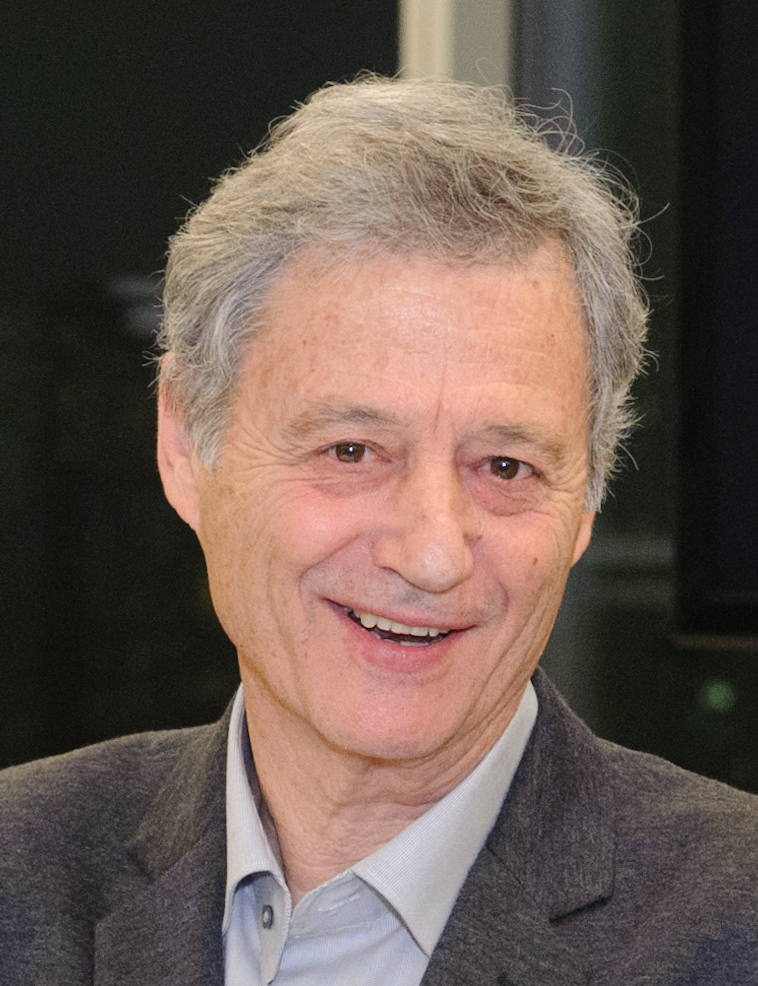
Jannis Psychopedis, 2012

Jannis Psychopedis (griechisch Γιάννης Ψυχοπαίδης, wissenschaftliche Transliteration Giannēs Psychopaidēs; * 1945 in Athen) ist ein griechischer bildender Künstler in den Bereichen Malerei, Grafik und Zeichnung, Installationskunst, Neuen Kunstformen, Mixed Media und Hochschullehrer.

## Leben
Der griechische Künstler Jannis Psychopedis wurde 1945 in Athen geboren. Er gilt als einer der bedeutendsten zeitgenössischen Maler Griechenlands und als Mitbegründer des „Kritischen Realismus“. Von 1963 bis 1968 studierte er an der staatlichen Hochschule der bildenden Künste in Athen. Von 1971 bis 1976 studierte er im Zuge eines DAAD-Auslandsstudium an der Akademie der Bildenden Künste München. 1977 bis 1986 lebte er als freischaffender Künstler in Berlin. Von 1987 bis 1993 zog er nach Brüssel. Von 1994 bis 2012 hatte er eine Professur an der Hochschule der Bildenden Künste Athen.
Er gilt als Gründungsmitglied der Gruppe „Neue Griechische Realisten“ (1971–1973).
Ausstellungen seiner zumeist kleinformatigen Arbeiten, die oft in komplexeren Bilderzyklen zusammengefasst werden, sind in mehreren europäischen Metropolen sowie in China und den USA gezeigt worden. Im Jahr 2017 nahm er an der documenta 14 teil, im Jahr 2018 an der binationalen Ausstellung At the Beginning Was the Word. Concepts – Images – Script im Nationalen Kunstmuseum von China (NAMOC) in Peking.
Seine Werke befinden sich in mehreren internationalen Kunstsammlungen.

## Werk
Das Œuvre Psychopedis’ befasst sich hauptsächlich mit Fragen der „europäischen Identität“, die eine Auseinandersetzung der europäischen Geschichte, insbesondere der Klassischen Antike und ihren Mythen beinhaltet. Insofern kreist sein Werk um die Verflechtung der Moderne bis zu den Anfängen klassischer Traditionen des Altertums. Zusammenfassend ausgedrückt, verarbeitet er die antike Welt mit den Bildern unserer Epoche durch zumeist überraschende Gegenüberstellungen. Ziel dieser Gegenüberstellungen ist die Evokation der Synthese. Psychopedis fragt in seinen Arbeiten rigoros nach der Verbindung des Menschen zur Welt. Dabei untersucht er das menschliche Verhältnis zu Geschichte und Tradition.
Zentrale Werke seines Schaffens sind Arbeiten, die auch in Deutschland bekannt sind, zum Beispiel „Der Brief, der nie ankam“ (2002) sowie das mehrteilig-großformatige Werk „Das große Kreuzworträtsel“ (2001/02). Mit seinem 2007 entstandenen und über hunderte Bildtafeln zusammengesetzten Tableaus „Nostos“ (Heimkehr) entstand ein offenes Erzählpanorama. „Nostos“ spielt auf die Rückkehr des Odysseus an, der nach Jahren des Exils, nicht den ersehnten Ruhepunkt fand, sondern dessen Reise in weitere Irrwege und Kämpfe mündete. „Offen“ ist Psychopedis’ Erzählpanorama insofern es der zusätzlichen Vernetzung durch den Betrachter bedarf.
Karin Grunz schrieb 2003 in ihrem Essay: „… Fülle von Details verwirren , man beginnt zu suchen, führt Bekanntes zusammen und erhält dann Neues. Man stutzt, wird neugierig und stellt fest, dass man Zeit braucht, das Ganze zu erfassen bzw. zu lösen. Auch hier finden sich Reminiszenzen an das Griechenland der Antike und der Neuzeit wieder“. Als Leitgedanke für den Zusammenfluss von Geschichte und Gegenwart im Werk von Psychopedis' ließe sich ein Satz William Falkner zitieren: „Die Vergangenheit ist nicht tot, sie ist noch nicht einmal vergangen“.

## Ausstellungen
In Deutschland:
- 1978: Jannis Psychopedis: Zeichnungen 1976–1978, Galerie Poll, Berlin
- 1980: Jannis Psychopedis: Arbeiten 1978/79, Kasseler Kunstverein, Kunsthalle Darmstadt
- 1981: Jannis Psychopedis: Arbeiten von 1979–1981, Akademie der Künste Berlin